# Vũ Xuyên
Vũ Xuyên (tiếng Trung: 武川县; bính âm: Wǔchuānxiàn), là một huyện của địa cấp thị Hohhot, khu tự trị Nội Mông Cổ, Trung Quốc. Huyện có thể kết nối với nội thành Hohhot bằng quốc lộ với khoảng nửa giờ lái xe. Theo các tài liệu gần đây nhất, cái tên Vũ Xuyên xuất phát từ Chu Thư (周书), khoảng năm 298 TCN và "Bắc sử" (北史)

### Trấn
- Khả Khả Dĩ Lực Canh/Köke Ergi (可可以力更镇)
- Tây Ô Lan Bất Lãng (西乌兰不浪镇)
- Cáp Lạc (哈乐镇)

### Hương
- Đại Thanh Sơn 大青山乡
- Đại Đậu Phố (大豆铺武川县乡)
- Háo Lại Sơn (耗赖山乡)
- Xưởng Hán Mộ Đài (厂汉木台乡)
- Thượng Thốc Hợi (上秃亥乡)
- Đông Thổ Thành (东土城乡)
- Nạp Lệnh Câu (纳令沟乡)
- Trung Hậu Hà (中后河乡)
- Đông Hồng Phụ (东红胜乡)
- Nhị Phần Tử (二份子乡)
- Tây Hồng Tử Sơn (西红山子乡)
- Cáp Lạp Hiệp Thiểu (哈拉合少乡)
- Cáp Lạp Môn Độc (哈拉门独乡)